# Helena Costa
Helena Costa (ur. 15 kwietnia 1978 w komunie Alhandra, Vila Franca de Xira, Portugalia) – portugalska trenerka piłkarska.

## Kariera trenerska
Po uzyskaniu dyplomu UEFA A Licence rozpoczęła pracę szkoleniowca. Od 1997 do 2010 roku trenowała juniorski zespół SL Benfica, zdobywając wicemistrzostwo w krajowych mistrzostwach w roku 2005. W tym samym czasie udało jej na czele niższoligowego klubu Cheleirense zdobyć mistrzostwo Lizbony w 2006 roku. Również prowadziła zespoły kobiet, wygrywając dwa tytuły mistrzowskie z S.U. 1º de Dezembro w latach 2007 i 2008, a także awansując z Odivelas FC do najwyższej klasy w 2009. 
Od 2008 do 2011 roku była skautem szkockiego klubu Celtic F.C. w Portugalii i Hiszpanii. Costa jako skaut wracała do Celticu też w 2012 i 2013 roku.
W 2010 została mianowana na stanowisko głównego trenera kobiecej reprezentacji Kataru, którą poprowadziła do swojego pierwszego zwycięstwa w historii (4-1 przeciwko Malediwów w 2012). 22 października 2012 roku została powołana na selekcjonera kobiecej reprezentacji Iranu, ale nie udało się awansować do Mistrzostw Świata w 2015 roku.
7 maja 2014 została zaproszona przez prezesa Claude Michy do prowadzenia męskiego klubu Clermont Foot, występującym w Ligue 2, stając się pierwszą kobietą, która trenowała profesjonalny klub piłkarski we Francji. Jednakże 24 czerwca 2014 roku zdecydowała podać się do dymisji, powołując się na "całkowite amatorstwo" i "brak szacunku" ze strony klubu, na konflikt z dyrektorem sportowym, który podpisywał zawodników bez jej zgody i nie odpowiadał na jej próby skontaktować się z nim. Costa została zastąpiona przez inną kobietę, Corinne Diacre.

## Sukcesy i odznaczenia

### Sukcesy trenerskie
S.U. 1º de Dezembro
- mistrz Portugalii: 2007, 2008

Odivelas FC
- mistrz 2 ligi Portugalii: 2009